# Ravine des Orangers
La ravine des Orangers est une ravine française de l'île de La Réunion, département d'outre-mer dans le sud-ouest de l'océan Indien. Intermittent, le cours d'eau auquel elle sert de lit trouva sa source sur le territoire communal de La Plaine-des-Palmistes puis s'écoule du sud-ouest vers le nord-est sur celui de Saint-Benoît avant de se jeter dans l'océan Indien.